# Fucosilgalattoside 3-alfa-galattosiltransferasi
La fucosilgalattoside 3-alfa-galattosiltransferasi è un enzima appartenente alla classe delle transferasi, che catalizza la seguente reazione:
UDP-galattosio + α-L-fucosil-(1→2)-D-galattosil-R ⇄ UDP + α-D-galattosil-(1→3)-[α-L-fucosil(1→2)]-D-galattosil-R
L'enzima agisce aggiungendo residui di galattosio all'antigene H, determinanto differenze tra i gruppi sanguigni AB0, ed è in grado di utilizzare diversi 2-fucosil-galattosidi come accettori.